# Francesc Cabana
Francesc Cabana i Vancells (Barcelona, 13 de diciembre de 1934) es un abogado e historiador económico español casado con María Pujol, hermana del expresidente de la Generalidad de Cataluña Jordi Pujol. Ha publicado trabajos relacionados con la historia bancaria, así como sobre la economía y burguesía catalana, entre los que destacan los seis volúmenes de la Història econòmica de la Catalunya contemporània (1989-1992), obra de la que fue coordinador. Fue uno de los fundadores de Banca Catalana, junto con Jordi Pujol donde se vio involucrado judicialmente en el llamado caso Banca Catalana. Ha trabajado en la Bolsa de Barcelona (1957-1959) y ha sido consultor del Banco Mundial en Guinea Ecuatorial (1988-1992). También ha sido profesor asociado de la Universidad Internacional de Cataluña (1997-2005).
En 1998 fue galardonado con la Creu de Sant Jordi por su contribución a la divulgación de la tradición industrial y económica catalana y en 2006 el Col·legi d'Economistes de Catalunya le distinguió como colegiado de honor. En la actualidad (2014) publica la columna Quadern d'economia en El Punt Avui cada domingo. En marzo de 2011 ganó las elecciones a la presidencia del Ateneo Barcelonés, entidad en la que ya era vicepresidente, cargo que mantuvo hasta marzo de 2014, cuando le sustituyó el historiador Jordi Casassas.

## Obra publicada
| - La Banca a Catalunya (1965) - Bancs i banquers a Catalunya (1972) - El Banc de Barcelona (1844-1920) (1978) - Banca Catalana: un capítol de la seva història (1978) - Catalunya i l'economia: dues preocupacions (1983) - Les multinacionals a Catalunya (1984) - Banca Catalana. Diari personal (1988) - Història econòmica de la Catalunya contemporània (6 vol., 1989 – 1992) - Fàbriques i empresaris (1992-1994) - Cròniques de Guinea Equatorial (1995) - Caixes i Bancs de Catalunya (1996-2000) - La burgesia catalana (1996) | - Episodis de la burgesia catalana (1998) - 37 anys de franquisme a Catalunya. Una visió econòmica (2000) - SA Damm. Mestres cervesers des de 1876 (2001) - 25 anys de llibertat, autonomia i centralisme (2002) - Madrid i el centralisme. Un fre a l'economia catalana (2003) - Els anys de l'estraperl (2005) - La saga dels cotoners (2006) - La fallida del Banc de Barcelona (1920) (2007) - El catalanisme, motor del país (2007) - El cabaler de Cerdanya (2007) - Les catedrals del cotó (2008) - Por i diners (2009) - La burgesia emprenedora (2011) - Espanya, un pes feixuc (2012) - El crepuscle de les caixes (2013) |